# Chiesa del Suffragio (Lucca)
La chiesa dei Santi Maurizio e Lazzaro, detta del Suffragio è una chiesa di Lucca, che si trova nella piazza omonima.

## Storia e descrizione
È tra le poche chiese costruite a Lucca ex novo nel corso del Seicento. Eretta nel 1634, sul luogo della sepoltura dei morti della peste del 1630, è l'unico intervento realizzato in patria da Francesco Buonamici. Di particolare interesse è la facciata, a tre ordini scanditi da lesene, che nel registro inferiore racchiudono tre arcate che definiscono un vestibolo voltato da cui si accede alla chiesa. L'interno, a navata unica con cappelle laterali, decorato da stucchi, fu completato nel 1675 con l'edificazione di un maestoso altare delimitato da quattro colonne a spirale e sormontato da un timpano spezzato ornato da angeli, che per volere di Elisa Baciocchi fu donato nel XIX secolo al Duomo di Ajaccio, dove si trova tuttora. La chiesa è oggi adibita ad auditorium del contiguo conservatorio Luigi Boccherini.